# Estación Lazo
Estación Lazo o Lazo es una localidad y centro rural de población con junta de gobierno de 3.ª categoría del distrito Vizcachas del departamento Gualeguay, en la provincia de Entre Ríos, República Argentina. La localidad lleva el nombre de su estación de ferrocarril, que lo recibió en homenaje al propietario de la estancia San Julián, Julián Lazo, dentro de la que se construyó la estación. El 30 de enero de 1891 el ramal Tala-Gualeguay del Ferrocarril Central Entrerriano fue librado al servicio pasando el primer tren por la estación San Julián. El 27 de marzo de 1914 la estación fue renombrada Lazo. El ramal fue desactivado el 1 de junio de 1978.
La población de la localidad, es decir sin considerar el área rural, era de 161 personas en 1991 y de 123 en 2001. La población de la jurisdicción de la junta de gobierno era de 123 habitantes en 2001, por lo que fue considerada completamente urbana.
La junta de gobierno fue creada por decreto 3068/1984 MGJE del 24 de agosto de 1984 y elevada a la 3.ª categoría por decreto 960/2010 MGJE del 22 de abril de 2010. Planta urbana fijada por decreto 1174/1993 MGJE del 5 de abril de 1993. En las elecciones 2011 los 5 vocales fueron elegidos en circuito electoral común con la junta de gobierno de González Calderón, pero sin agregarla a su jurisdicción.